# Blanche Guichou
Blanche Guichou, née Blanche Josiane Rose Guichou le 17 juin 1956 à Pamiers, ville située dans le département de l'Ariège en région Occitanie (France).

## Biographie
Elle est une productrice française exerçant dans la société de production Agat films & Cie/Ex nihilo, collectif de huit producteurs associés.

## Filmographie

### Longs métrages
- 2016 : Opsada, long métrage de Rémy Ourdan (productrice déléguée)
- 2012 : Le Secret de l'enfant fourmi, de Christine François
- 2011 : Ici on noie les Algériens, de Yasmina Adi, avec la société de production Agat films & Cie/Ex nihilo
- 2009 : Gamine, de Éléonore Faucher, avec la société de production Agat films & Cie/Ex nihilo
- 2007 : Winners and Losers, de Lech Kowalski, avec la société de production Agat films & Cie/Ex nihilo
- 2006 : Lili et le Baobab, de Chantal Richard avec Romane Bohringer[2]

### Courts métrages
- 2010 : Zé, de Julien Suaudeau, avec la société de production Agat films & Cie/Ex nihilo
- 2007 : Hors course, de Bertrand Bossard, avec la société de production Agat films & Cie/Ex nihilo
- 2006 : Maïssama m'a dit, d'Isabelle Thomas, avec la société de production Agat films & Cie/Ex nihilo[3]

### Documentaires
- 2012 : Notre Monde, de Thomas Lacoste, avec la société de production Agat films & Cie/Ex nihilo
- 2002 : 800 km de différence - Romance, de Claire Simon
- 2002 : Retour à Babylone, de Abbas Fahdel

## Distinctions
- 2017 :  Officier de l'ordre des Arts et des Lettres[4]
- 2017 :  Chevalier de la Légion d'honneur[5]